# Leuctra cazorlana
Leuctra cazorlana is een steenvlieg uit de familie naaldsteenvliegen (Leuctridae). De wetenschappelijke naam van de soort is voor het eerst geldig gepubliceerd in 1962 door Aubert.